# 인류복음화성

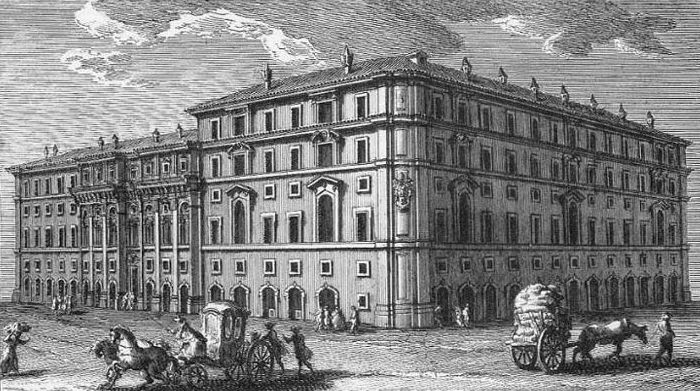
인류복음화성 청사

인류복음화성(人類福音化省, 라틴어: Congregatio pro Gentium Evangelisatione)은 기독교 선교 활동과 관련된 업무를 담당하는 교황청의 심의회이다. 예전의 명칭인 포교성성(布敎聖省, Sacra Congregatio de Propaganda Fide)으로 더 잘 알려져 있기도 하다. 1982년 교황 요한 바오로 2세에 의해 지금의 이름으로 바뀌었다. 근대적 용어인 “프로파간다”(선전)는 이 심의회의 명칭에서 유래한 것이다. 프로파간다는 제1차 세계 대전 당시 각국이 국수주의적인 프로파간다 캠페인을 벌이기 전까지는 전혀 부정적인 뜻이 있지 않았다.

## 건축물
인류복음화성 청사 건물은 잔 로렌초 베르니니가 공사를 시작하였으나, 1644년에 프란체스코 보로미니로 교체되었다. 건물과 건물 안 경당은 보로미니의 걸작 가운데 하나로 손꼽힌다.

## 역사
1622년 교황 그레고리오 15세의 교서 《Inscrutabili Divinae》에 의해 가톨릭 신앙의 확산을 촉진하고 비가톨릭 국가들에서의 가톨릭교회 상황 통제를 관리하는 기구로서 포교성성이 설립되었다. 포교성성이 가진 역할에 내재한 중요성과 권한의 특별 범위로 말미암아 포교성성 장관 추기경은 ‘붉은 교황’으로 불리게 되었다.
식민지 시대 초창기에 네덜란드와 잉글랜드 두 개신교 국가가 식민지 정복 활동을 넓혀가면서 원주민들에게 자신들의 종교적 신앙을 보급해나가자, 교황청에서는 상업제국의 결과물로서 개신교 세력이 확장하는 것을 매우 실질적인 위협으로 인식하였다. 1648년, 30년 전쟁의 종식과 더불어 유럽 기독교 세계의 교파적 균형이 공식적으로 확립되어 영구히 정착하였다. 그러나 당시 유럽인들에 의해 탐험이 되고 있었던 광활한 아시아와 아프리카, 아메리카 지역들은 새로운 복음화 장소로 떠올랐다.
교황 그레고리오 13세의 치세(1572-1585) 때부터 이미 포교성성과 관련하여 비공식적으로 설립한 추기경 위원회가 존재하였는데, 주로 그리스인, 슬라브인, 시리아인, 이집트인, 아비시니아인 등 오랜 역사를 가진 동방의 기독교 공동체들과 로마의 일치를 진행하는 일을 담당하고 있었다. 복음을 전파하는 일은 전통적으로 가톨릭교회의 목표였다. 교리문답들은 여러 언어로 출판되었으며 신학생들은 말라바르와 같이 먼 곳까지 파견되었다. 가장 구체적인 성과는 현재 우크라이나와 벨로루시에 대부분 집중된 루테니아 가톨릭 공동체가 로마에 귀일한 사건이다. 두 조직의 합일은 1508년 브레스트에서 정식으로 승인되었다.
다음해 그레고리오 15세가 선종하였지만, 포교성성의 역할은 중단되지 않았다. 왜냐하면, 포교성성의 초창기 13명의 위원 가운데 한 사람인 바르베리니 추기경이 우르바노 8세(1623-1644)로서 후임 교황이 되었기 때문이다. 교황 우르바노 8세 치하에 선교사 양성을 위한 중앙신학교(Collegium urbanum)가 설립되었다. 포교성부는 또한 로마에서 인쇄기를 가동하여 여러 나라 언어로 된 교리문답집들을 발행하였다. 포교성성의 총무들은 1705년부터 주로 중국에서 마카오와 광둥을 오가면서 활동하다가 최종적으로 1842년에 홍콩에 자리를 잡았다.
개신교의 교세가 강한 지역에서는 포교성성의 활동을 위험 요소로 인식하였다. 교황 교서가 작성되어 발표되기 전인 1622년 4월에 스위스 그리송에서 최초로 선교사가 순교하였다.
포교성성의 선교사들은 선교 활동을 할 때, 바티칸 미술관의 선교민속미술관에서 선교 대상에 대한 지식을 축적하였다.
2006년 5월 6일에 카를로 카라파 추기경에 의해 심의회가 지금의 이름으로 개칭되었다.

## 역대 장관
- 안토니오 마리아 사울리 (1622)
- 루도비코 루도비시 (1622-1632)
- 안토니오 마르첼로 바르베리니 (1632-1671)
- 팔루초 팔루치 알티엘리 데글리 알베르토니 (1671-1698)
- 카를로 바르베리니 (1698-1704)
- 주세페 사크리판티 (1704-1727)
- 빈첸초 페트라 (1727-1747)
- 실비오 발렌티 곤차가 (1747-1756)
- 주세페 스피넬리 (1756-1763)
- 주세페 마리아 카스텔리 (1763-1780)
- 레오나르도 안토넬리 (1780-1795)
- 자친토 시기스문도 제르디르 (1795-1802)
- 스테파노 보르자 (1802-1804)
- 안토니오 두나니 (1804-1805)
- 미켈레 디 피에트로 (1805-1814)
- 로렌초 리타 (1814-1818)
- 프란체스코 폰타나 (1818-1822)
- 에르콜레 콘살비 (1822-1824)
- 줄리오 마리아 델라 소말리아 (1824-1826)
- 마우로 카펠라리 (1826-1831)
- 카를로 마리아 페디치니 (1831-1834)
- 필리포 프란소니 (1834-1856)
- 알레산드로 바르나보 (1856-1874)
- 알레산드로 프란키 (1874-1878)
- 조반니 시메오니 (1878-1892)
- 미에치스와프 할카 레도춉스키 (1892-1902)
- 지롤라모 마리아 고티 (1902-1916)
- 도메니코 세라피니 (1916-1918)
- 윌렘 마리누스 반 로쉼 (1918-1932)
- 피에트로 푸마소니 비온디 (1933-1960)
- 그레고와르피에르 아가기아니안 (1960-1970)
- 아넬로 로시 (1970-1984)
- 더못 라이언 (1984-1985)
- 요제프 톰코 (1985-2001)
- 크레센치오 세페 (2001-2006)
- 이반 디아스 (2006-2011)
- 페르난도 필로니 (2011-2019)
- 루이스 안토니오 타글레 (2019-)

## 같이 보기
- 보교권